# Batcave (Club)

Das Batcave-Logo ca. 1983

Das Batcave war ein Nachtclub in Soho, London, der von 1982 bis 1985 bestand und Knotenpunkt der britischen Gothic-Szene war.

## Hintergrund

### Die Anfänge: Eröffnung und Prominenz
Das Batcave wurde am 21. Juli 1982 in der Dean Street 69, im Gebäude-Komplex des Gargoyle Clubs, eröffnet. Urheber des Clubs war die Glam-Goth-Band Specimen, die auch am Eröffnungsabend live auftrat; Mitgestalter war Nick Wade alias Nik Fiend, Sänger der Gruppe Alien Sex Fiend. In der Anfangszeit noch schwerpunktmäßig auf Post-Punk, Avantgarde und Glam Rock spezialisiert und als Treffpunkt für Künstler unterschiedlicher Kulturbereiche konzipiert, entwickelte sich der Club schon bald zu einem bedeutenden Zentrum für das Gothic-Rock-Umfeld. Hier spielten, neben Specimen und Alien Sex Fiend, unter anderem die Virgin Prunes, Sex Gang Children und Test Dept. und steigerten dadurch ihren Bekanntheitsgrad. Alien Sex Fiend waren daneben auch die erste Band, die direkt aus dem Batcave hervorging.
Das Batcave befand sich im vierten Stock; ein Durchgang in Sargform führte in einen kleinen, von Leder, Spitze und Gruselfilm-Accessoires ausgeschmückten Raum, der „gleichzeitig Kino, Kabarett, Theater, Diskothek und Live-Club zu sein schien“. Dort wurden unter anderem „Gothic Fiction“-Filmklassiker und B-Movies vorgeführt oder Auftritte durch Bands und Kabarettisten absolviert.

„Die Grundlage war die bekloppte Idee, dass viele, viele Leute – Fotografen, Modedesigner, Musiker oder Maler, alle möglichen Gestalten aus allen möglichen Lebensbereichen – zusammenkommen würden, um sich gegenseitig zu unterstützen. Die Leute, die wir in den Anfangstagen des Batcave kannten, waren eine sehr bunt gemischte Gruppe. Die Medien klammerten das einfach aus, weil sie davon nichts wissen wollten. Für sie sollte Gothic nur eines sein: Gothic. Aber das Batcave explodierte in tausende, in Millionen kleiner Fragmente.“

Weitere prominente Gäste und Livebands waren Siouxsie Sioux, Steve Severin, Robert Smith, Marc Almond (Marc & The Mambas), Ultravox, Nick Cave (The Birthday Party), J. G. Thirlwell (Foetus), Lydia Lunch, Ian Astbury, Vince Clarke (Depeche Mode), Boy George, Danielle Dax, The Damned, The Bollock Brothers, Jimmy Pursey (Sham 69), Wayne County, Gary Glitter, Robert Pereno (als Barmann) sowie die späteren Sigue Sigue Sputnik. Die Resident-DJs waren Hamish McDonald (von Sexbeat) und Annie Hogan (Bandmitglied bei Marc & The Mambas).

„Ursprünglich reagierte die englische Musikpresse sehr gut auf unsere Pläne, hatte im Vorfeld bereits über uns berichtet, und als wir aufmachten, war der Laden voll. An unserem ersten Abend war die Schlange vor der Tür ca. zweihundert Meter lang und diese Schlange gehörte von nun an als fester Bestandteil zur Szene.“

Allerdings zeigten sich nicht alle Besucher von den Club-Abenden durchweg begeistert:

„Wir gingen hin, weil wir umsonst hineinkamen; außerdem herrschte eine gute Atmosphäre, und die Leute waren sehr nett. Aber die Musik war grässlich! Diese ganze Romantisierung des Todes! Jeder, der einmal selbst mit dem Tod konfrontiert wurde, weiß, dass daran überhaupt nichts Romantisches ist.“

Ironischerweise gehörte das The-Cure-Album „Pornography“ seinerzeit zu den am häufigsten gespielten Alben im Batcave. Im Oktober 1982 betrat ein Film-Team der BBC (BBC 2) den Club und machte Aufnahmen für die Halloween-Ausgabe der Sendung „Riverside“.

### Blütezeit: Das Batcave geht auf Reisen
Ende 1982 war das Batcave so populär geworden, dass es in eine neue Lokalität umziehen musste. Es wechselte daraufhin in den obersten Stock des Subway Clubs am Leicester Square (West End of London). Auch hier kam es bald zu Platzmangel, sodass es drei weitere Male, zunächst in den Nachtclub Foubert's am Foubert's Place, anschließend ins Heaven am Trafalgar Square und kurz darauf in die Cellar Bar in der Nähe des U-Bahnhofs „Charing Cross“ im Londoner Stadtteil Westminster, umzog. Innerhalb dieses Zeitraumes war „Gothic“ als neue, homogene Jugendszene vollständig ausgeprägt. 

„Wir kamen aus Dublin, daher fühlten wir uns ein bisschen abseits von all dem, was in London mit dem Batcave so abging. Aber ich kann mich gut daran erinnern, doch oft dagewesen zu sein, zusammen mit Leuten wie Marc Almond. Es lag so etwas wie der Beginn einer neuen Bewegung in der Luft, was die Klamotten und die Musik anging. Ich glaube nicht, dass wir uns je richtig als Teil davon verstanden, aber uns fiel auf, dass es eine sehr abrupte Veränderung gab hinsichtlich der Art, wie die Leute gekleidet waren, die zu unseren Konzerten kamen. Wir hatten 1979/1980 angefangen, und damals war es ein ziemlich normales Publikum, wie ich meine. Aber so ab zirka 1982 kamen die Leute dann im Gothic-Stil.“

1983 erschien auf London Records eine club-eigene Compilation unter dem Titel „Batcave: Young Limbs and Numb Hymns“, für die Künstler wie Alien Sex Fiend, Specimen, Sexbeat und Test Dept. einige Tracks beisteuerten. Eine weitere Compilation, die von Dave Roberts (Sex Gang Children) zusammengestellt wurde, erschien simultan unter dem Namen „The Whip“ auf Kamera Records und präsentierte Bands wie Play Dead, Blood & Roses, Sex Gang Children sowie Künstler wie Dave Vanian, Marc Almond und Andi Sexgang (letztere beiden im Duett). Diese Compilation erreichte im Mai 1983 Platz # 3 der britischen Independent-Charts.
Mit dem Erfolg beider Compilations ging das Batcave im Juni 1983 auf England-Tournee. Die Resident-Formationen Specimen und Alien Sex Fiend zogen mit der gesamten Club-Einrichtung los und veranstalteten Partys in mehreren Städten des Landes. Beinahe jeden Abend wurde ein anderer Nachtclub erschlossen und komplett umdekoriert, um ihn an die Atmosphäre des Batcave-Clubs anzupassen.

„Es war eine sensationelle Darbietung, wie selbst die ausgebufftesten Veranstalter zugeben mussten, und sie lockte die faszinierendsten Goths, die man je gesehen hatte, aus ihren Grüften. […] Sie waren nicht mehr die verdorbenen Kinder eines bösen Dave Vanian, sie waren nicht mehr die verblödeten Nachfahren der Addams und der Munsters. 1983 war Gothic eine wilde Verherrlichung von Fantasie und Magie, von Schönheit und Eleganz, und nur wenige, die mit der Szene in dieser Zeit in Kontakt kamen, blieben von dieser Erfahrung unberührt.“

Am 5. April 1984 betrat die Gruppe Christian Death mit einem Auftritt im Batcave erstmals britischen Boden.

### Der Niedergang: Abstieg und Schließung
In den nachfolgenden Jahren avancierte das Batcave zu einer Touristenattraktion. Aufgrund dieser Veränderung und infolge der Regression der Gothic-Rock-Bewegung blieb immer häufiger das Publikum aus. 1985 schrumpfte die Anzahl der Besucher so stark, dass der Club zurück an seinen Ursprungsort in der Dean Street 69 zog. Mitte desselben Jahres musste das Batcave seine Pforten schließen. Die Resident-Formation Specimen trennte sich kurze Zeit danach.

„Mitte der 1980er war die Gothic-Szene ein Scherbenhaufen. Das Batcave war Vergangenheit, und mit ihm waren alle Bands verschwunden, die einmal an vorderster Front gestanden hatten.“

Ein kurzzeitiger Konkurrent des Batcave-Clubs war Mitte der 1980er der von Simon Hobart eröffnete Nachtclub Kit Kat im Stadtteil Notting Hill.

## Top 10, 1983
Die Club-Charts der Jahre 1983–1984. In diesen Jahren erlebte der Batcave-Club und die frühe Gothic-Bewegung eine kulturelle Blütezeit.
| - Virgin Prunes – Pagan Love Song - Bauhaus – Lagartija Nick - The Cramps – You Got Good Taste - The Sisters of Mercy – Temple of Love - Siouxsie & The Banshees – Dear Prudence | - Killing Joke – Tension - Specimen – Tell Tail - Public Image Ltd. – This Is Not a Love Song - Alien Sex Fiend – Ignore the Machine - Xmal Deutschland – Boomerang |

## Derzeitige Verwendung
Inzwischen wird die Bezeichnung „Batcave“ als Synonym für den frühen Gothic Rock (vgl. Gothic Punk) verwendet, sowie für eine Teilkultur der Gothic-Bewegung mit aktiver Vernetzung zur US-amerikanischen Death-Rock-Szene.